# جولیو زیگنولی
جولیو زیگنولی (انگلیسی: Giulio Zignoli; ۱۹ آوریل ۱۹۴۶ – ۱۲ سپتامبر ۲۰۱۰) بازیکن فوتبال اهل ایتالیا بود.
از باشگاه‌هایی که در آن بازی کرده‌است می‌توان به باشگاه فوتبال کالیاری، باشگاه فوتبال آ.ث. میلان، باشگاه فوتبال باری، و باشگاه فوتبال وارزه اشاره کرد.